# Gyllenhaal (Adelsgeschlecht)

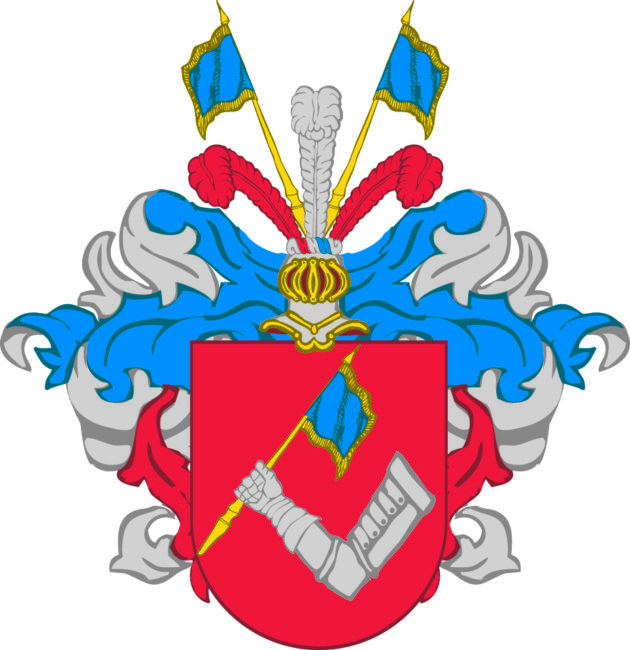
Wappen der Gyllenhaals

Gyllenhaal ist ein schwedisches Adelsgeschlecht aus dem Landkreis Älvsborgs län (heute Västra Götalands län). Der Name stammt von einem bäuerlichen Pächter (schwedisch: „Kronobonde“) namens  Gunne Olsson  aus dem kleinen Weiler Härene. Er wurde auch Gunne Haal gerufen. Sein Sohn, der Kavallerieleutnant Nils Haal (gestorben 1680/1681), wurde 1652 unter dem Namen Gyllenhaal geadelt. 1672 wurde die Familie am schwedischen Ritterhaus registriert. 1866 wanderte der Enkel des Forschers Leonard Gyllenhaal, Anders Leonard Gyllenhaal, in die USA aus und gründete dort eine Familie. Einige von Anders Gyllenhaals Nachfahren wurden beim US-amerikanischen Film bekannt.
Bekannte Personen der Familie siehe unter Gyllenhaal